# Letov Š-1
Š-1 (a jeho varianta Š-2) byl prvním bojovým letounem vyprojektovaným a vyrobeným československou továrnou.

## Vývoj a výroba
Letecký arsenál začínal od června 1919 pracovat na prototypu dvoumístného dvouplošníku Š.A. (jako Šmolík Adamec) konstrukce Aloise Šmolíka. V letounu byl použit motor Hiero L. Kapitán Klement Adamec (velitel Leteckého arsenálu a automobilový závodník na vozech Walter W-I a Walter WZ) na letišti ve Kbelích zalétal tento stroj v dubnu 1920. Šmolíkův Š.A. s motorem Hiero byl nedlouho potom přejmenován na Šm 1. Hlavním určením Šm 1 byly pozorovací lety a lehké bombardování. Oficiálně bylo předvedeno 8. května 1920 na vojenském letišti Kbely za přítomnosti vojenských osobností českých i cizích a civilních odborných kruhů. Překvapilo svými skvělými výkony. Bylo docíleno rekordní rychlosti 200 km v hodině s nosností 500 kg o síle motoru 220 HP.
Dne 20. května 1920 byl prototyp Š.A. předveden komisi Ministerstva národní obrany (dále MNO), a přesto že letoun při přistání urazil podvozek, tak MNO objednalo 28. května 1920 prvních pět letadel s motory Hiero, nazvaných již Šm 1 (dle jiných zdrojů však došlo k uražení podvozku až 29.11.1920). Po zkouškách v srpnu 1920, a po provedení požadovaných úprav, MNO objednalo ještě 45 letadel (celkem tedy 50). Protože motorů Hiero L o výkonu 230 k (169 kW), vyráběných pražskými strojírnami Breitfeld & Daněk bylo k dispozici jen 28 a již se nevyráběly, byly ve zbylých kusech namontovány motory nalezené po území tehdejší Československé republiky v různých vojenských skladech typu Maybach Mb.IVa o výkonu 260 k (194 kW. Tyto motory byly určeny původně pro německé vzducholodi a byly poměrně těžké, a i na svoji dobu s vyšší spotřebou paliva. Nicméně jich bylo na území ČSR relativně dost a další se do republiky různými způsoby dovážely. Letadla s motory Maybach byla označena Šm 2. V únoru 1921 MNO zadalo výrobu dalších 40 letadel Šm 2 soukromé firmě Aero, která trpěla nedostatkem zakázek, kdežto státní Čs. vojenská továrna na letadla byla plně vytížena výrobou dříve objednaných 45 letadel.
Dokumentární film z výroby Š-2 v Čs. vojenské továrně na letadla pod názvem „Letov S-1 Czechoslovakian biplane – all stages of manufacturing“ lze zhlédnout na YouTube. V závěru je vidět kompletace a příprava letadla Š-M1-37 k letu, ale startuje už letadlo s motorem Hiero, a na samý konec jsou letové záběry prototypu Š.A (lze jej snadno poznat podle jiného směrového kormidla a výřezu prostoru pozorovatele – sériová letadla měla okraj prostoru pozorovatele zvýšený pro montáž otočné lafety kulometu).

## Šmolík, ne Letov
Dnes používaný název Letov (firmy i jejích letadel) nepatří časově k Š-1 ani Š-2. Obchodní název Letov začal být používán až v říjnu 1926, do té doby se těmto letadlům říkalo krátce Šmolík. Název výrobce se v době vývoje a výroby Š-1 a Š-2 měnil: původně Letecký arsenál, od listopadu 1919 Hlavní letecké dílny, od března 1922 ČS. vojenská továrna na letadla, a od září 1924 Vojenská továrna na letadla.
Název Letov, zavedený v říjnu 1926 byl jen obchodní značka, ne název firmy. Firma se i nadále jmenovala Vojenská továrna na letadla. Letov se do názvu firmy dostal až po druhé světové válce.

## Označení letadel

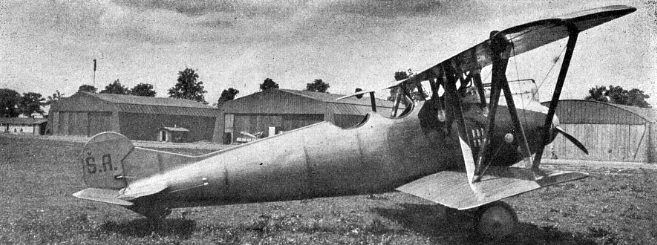
prototyp Š.A. s motorem Hiero L (1920)

MNO sice objednalo letadla pod názvem Šm 1 a Šm 2, ale Vojenské letectvo zavedlo značení letounů podle Rakousko-Uherského způsobu: Šm 1 s motory Hiero značilo Š-H-1, letadla Šm 2 s motorem Maybach nesla označení Š-M-1. Letouny Šm 2 vyráběné v licenci u firmy Aero (taky s motory Maybach) se označovaly Š-M-2. Ve všech případech bylo na konci za tečkou výrobní číslo konkrétního letadla/draku (např. Š-H-1.28). Toto označení bylo psáno velkými písmeny na bocích zadní části trupu.
Až v roce 1923 se označování zjednodušilo, takže všechny letouny s motorem Hiero byly Š-1 a všechny letouny s Maybachy byly Š-2. Čísla jednotlivých letadel (za tečkou) se u Š-1 nezměnila, ale u Š-2 bylo vytvořeno nové číslování, protože existovala letadla se stejným výrobním číslem od obou výrobců (Š-M-1.29 až 40 a Š-M-2.29 až 40). Všechna letadla Š-2 byla tedy přečíslována (i ta, u kterých se čísla neopakovala). Toto nové označení bylo psáno menšími písmeny pod kabinou pilota.
Počty vyrobených letadel a jejich výrobní čísla: 
Šm 1 → Š-H-1 → Š-1
Šm 1 s motory Hiero, vyrobená Vojenskou továrnou na letadla v počtu 28ks byla označena Š-H-1.01 až Š-H-1.28, po roce 1923 byla přeznačena na Š-1.1 až Š-1.28.
Šm 2 → Š-M-1 → Š-2
Šm 2 s motory Maybach, vyrobená Vojenskou továrnou na letadla v počtu 22ks byla označena Š-M-1.29 až Š-M-1.50, po roce 1923 byla přeznačena na Š-2.1 až Š-2.22 
(z této série pochází letadlo v Leteckém muzeu Kbely, označené původně Š-M-1.44 a později Š-2.16)
Šm 2 → Š-M-2 → Š-2
Šm 2 s motory Maybach, vyrobená firmou Aero v počtu 40ks byla označena Š-M-2.01 až Š-M-2.40, po roce 1923 byla přeznačena na Š-2.23 až Š-2.62.

## Popis
Jednalo se o dvoumístný jednomotorový, celodřevěný dvouplošník s pevným podvozkem s ostruhou. Trup oválného průřezu tvořila skořepina z překližky. Motor je uložen na dřevěném loži, horní část motoru je zakryta plechem. Vrtule dřevěná, pevná (nestavitelná). Chladič je na baldachýnu horního křídla. Palivová nádrž v těžišti letadla byla odhazovatelná, aby se snížilo riziko požáru při nouzovém přistání. Podvozek je pevný kolový, bez brzd. Ostruha je kluzná (bez kolečka, aby bylo možno přitisknutím ocasu k zemi aspoň trochu brzdit). Výzbroj tvořil synchronizovaný kulomet Vickers pilota a pozorovatel za ním obsluhoval pohyblivé kulometné dvojče Lewis na oběžném kruhu – NEOVĚŘENO, exponát v Leteckém muzeu Kbely má jen jeden pohyblivý kulomet pozorovatele. Dále mohl nést letoun dvě padesátikilogramové pumy nebo dvanáct bomb desetikilogramových. Později byly některé stroje vybaveny radiostanicí a fotoaparátem – takové stroje pak nesly na podvozku dynamo s vrtulkou. Ocasní plochy jsou dřevěné, kormidla ovládaná lanky. Během vývoje a začátku výroby se měnil tvar a velikost směrovek (na fotografiích má Š.A. trojúhelníkovou směrovku s menším a pak větším kormidlem, a letoun Š-H-1.8 má na fotografii vysokou směrovku s obloukovou náběžnou hranou), protože byly potíže se směrovou stabilitou. Nakonec byl letoun vybaven velkou obdélníkovou směrovkou, ale i tak směrová stabilita byla nadále jeho určitou slabinou.

## Jak rozeznat Š-1 od Š-2
I když mají obě letadla stejný drak, mají rozdílné motory a lze je rozeznat podle zcela odlišných výfuků:  
Š-1 má z levé strany motoru do boku pět skoro vodorovných výfukových rour (výfuk 5. a 6. válce je společný a silnější, protože samostatný přímý výfuk 6. válce by vycházel až za vzpěrou baldachýnu a komplikoval by demontáž motoru) 
Š-2 má na pravé straně motoru jeden silný výfuk směrem nahoru a zahnutý do strany.

## Provoz
Díky velkému množství 90ks vyrobených letadel byla hojně používána u všech tří tehdejších leteckých pluků i u Leteckého učiliště. Není ověřeno, zda byla první letadla dodána armádě ještě koncem roku 1920, podstatné dodávky k útvarům začaly v roce 1921, poslední byly dodány v prosinci 1922. Jejich služba byla poměrně spolehlivá, a pro armádu důležitá, ale opravy poškození jejich překližkou potaženého trupu byly poměrně složité, takže byla už od roku 1924 postupně nahrazována (více poškozená letadla byla místo opravy rušena) modernějšími Aero A-12. Poslední dostupné informace o provozu (nehody, poškození) Š-1 jsou z roku 1925 a Š-2 z roku 1927. Roku 1928 byl předán do muzea asi poslední dochovaný Š-2 (a je v leteckém muzeu Kbely dodnes).
Startovaly i v leteckých závodech: v prvním rychlostním závodě o cenu prezidenta republiky v roce 1923 získal Š-2 první místo v kategorii B, a na Armádních závodech letectva ve dnech 26. a 28. 9. 1923, v Závodu v provedení bezvadného letu na trati Olomouc – Nitra – Bratislava – Praha – Olomouc, získaly posádky těchto letadel první dvě místa v kategorii dvoumístných (výsledky jsou uvedeny v Lidových novinách ze dne 2.10.1923). Nejméně jeden Š-2 se startovním číslem 14 startoval i v Leteckém rychlostním závodě o cenu prezidenta republiky 1924 (je vidět ve filmu „Druhý letecký závod v rychlosti o cenu prezidenta republiky r. 1924“ na YouTube), ale ve výsledkové listině není uveden.
Dle článku Letecké nehody vojenských strojů Československé republiky zemřelo při haváriích letadel Š-1 a Š-2 celkem 9 vojenských letců a 2 civilní osoby.

## Specifikace

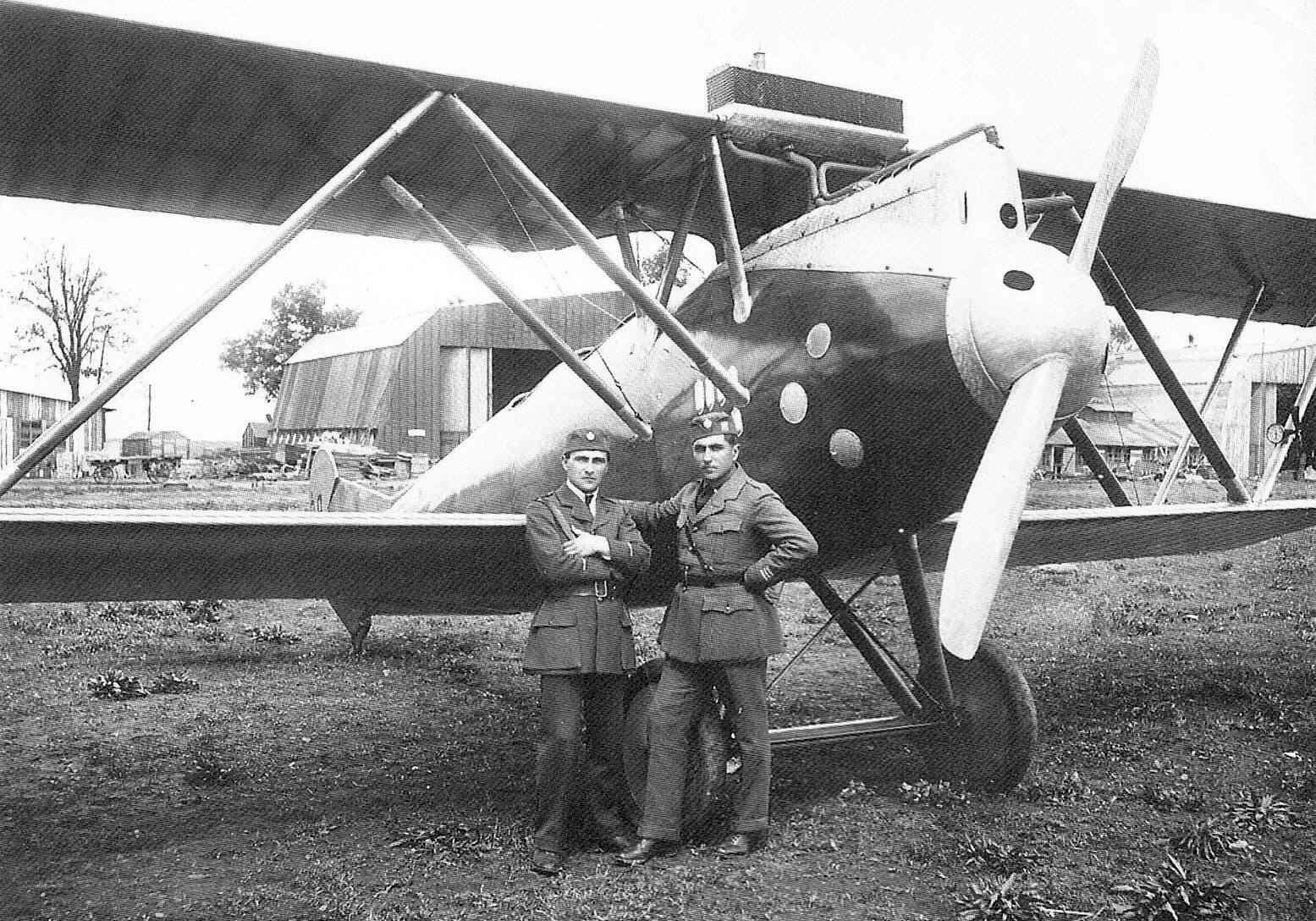
Š.A. 1920 (konstruktér Alois Šmolík a pilot Klement Adamec)

### Technické údaje
- Osádka: 1 pilot, 1 pozorovatel
- Rozpětí: 13,23 m
- Délka: 8,31 m
- Výška: 3,2 m
- Nosná plocha:
- Hmotnost prázdného letounu: 861 kg
- Vzletová hmotnost : 1375 kg
- Pohonná jednotka: 1x Hiero L (Š-1) nebo Maybach Mb.IV (Š-2)
- Výkon pohonné jednotky: Hiero: 230 k (172 kW), Maybach: 260 k (194 kW)

### Výkony
- Maximální rychlost: 194 km/h
- Dolet: 715 km
- Dostup: 6000 m
- Stoupavost: 5000 m / 52 min

### Výzbroj
- 1 × synchronizovaný kulomet Vickers ráže 7,7 mm
- 1 nebo 2? × pohyblivý kulomet Lewis ráže 7,7 mm
- 2 × pumy po 50 kg nebo 12 × puma o hmotnosti 10 kg

## Dochované stroje
Na světě se dochoval pouze jeden stroj Š-2 s motorem Maybach. Nachází se v hale československého letectva 1918-1921 v leteckém muzeu v Praze-Kbelích. Byl zrestaurován v roce 2003. Předtím byl ve vlastnictví Národního technického muzea v Praze na Letné.